# Jákup Andreasen
Jákup Biskopstø Andreasen (ur. 31 maja 1998) – farerski piłkarz występujący na pozycji pomocnika w klubie KÍ Klaksvík oraz w reprezentacji Wysp Owczych.

## Kariera klubowa
Andreasen zadebiutował w KÍ Klaksvík 1 października 2014 w meczu przeciwko Skála ÍF. Grał również w rezerwach klubu.

## Kariera reprezentacyjna
Zadebiutował w reprezentacji U-17, występował również w reprezentacjach U-19 i U-21. W reprezentacji Wysp Owczych zadebiutował 6 września 2020 w meczu przeciwko reprezentacji Andory.